# Jean-Pierre Dubois (hippisme)
Pour les articles homonymes, voir Jean-Pierre Dubois (homonymie) et Dubois.
Jean-Pierre Dubois est un entraîneur, driver, éleveur et propriétaire français, né à Quévert dans les Côtes-d'Armor le 4 juillet 1940. 

## Biographie
Jean-Pierre Dubois fait partie des personnalités du sport hippique français, où il excelle dans l'élevage des trotteurs, notamment par son rôle de pionnier dans les croisements franco-américains. Né dans le milieu du cheval, il commence à monter à sept ans et gagne sa première course à treize ans à Écommoy (Sarthe) en selle sur Faon Kairos. Sacré meilleur apprenti en 1955, il passe professionnel deux ans plus tard et se tourne vers la discipline du trot attelé. À dix-huit ans, il quitte la ferme familiale et s'installe à son compte à Échauffour. 
Il se fait connaître du grand public au tournant des années 1980, en remportant le Prix d'Amérique en 1979 au sulky de l'extrême outsider High Echelon, et trois ans plus tard à celui d'Hymour, dont il est également l'entraîneur. Driver accompli (2 165 victoires au 1er janvier 2007), tête de liste des entraîneurs par les gains en 1992 et 1993, il pratique dans les années 1990 une politique de croisements franco-américains qui lui valent une place au sommet des éleveurs français et, à de nombreuses reprises, d'être sacré tête de liste. Ses fils, Jean-Étienne et Jean-Philippe, poursuivent dans cette voie, bientôt rejoints par ses petits-fils, Julien Dubois, Jean Baudron, Louis Baudron, Étienne Dubois. La famille Dubois règne ainsi sur les courses en France, notamment grâce aux étalons élevés par Jean-Pierre Dubois : Buvetier d'Aunou, Ganymède (élevé par le vicomte de Bellaigue), Love You, Goetmals Wood, And Arifant, etc., tous issus de savant mélange entre lignées françaises et américaines. 
Pendant de nombreuses années, il a été associé au grand propriétaire de plat Daniel Wildenstein avec qui il a obtenu de grands succès parmi lesquels Coktail Jet, entraîné par son fils Jean-Étienne, gagnant du Prix d'Amérique et de l'Elitloppet, et meilleur étalon des quinze dernières années. Mais ce tandem a été également porté au firmament dans la discipline de l'obstacle avec Kotkijet, gagnant de Grand Steeple-Chase de Paris. Jean-Pierre Dubois est également l'éleveur de Varenne, l'incomparable Italien de naissance multi-vainqueurs de G1 (Derby italien du trot, Prix d'Amérique, Elitloppet). Véritable globe-trotter, Jean-Pierre Dubois investit de plus en plus dans l'élevage de purs-sangs avec succès puisqu'il a fait naître trois classiques, la championne Stacelita, lauréate de six groupe 1 (Prix de Diane, Prix Jean Romanet, Prix Saint-Alary, Prix Vermeille, Beverly D. Stakes, Flower Bowl Invitational Stakes), Ask For the Moon (Prix Saint-Alary) et Olmedo (Poule d'Essai des Poulains). Il s'était installé au Québec, à Brigham, où était située son haras Dream With Me Stables. Depuis, il l'a vendue et ne possède au Québec qu'un bureau à Knowlton, à trois heures de Montréal. Aux États-Unis, il possède plusieurs étalons. En 2009, In Dix Huit, Infinitif et Taurus Dream offrent leurs services. 
Atteint par la limite d'âge selon le code des courses françaises (70 ans), Jean-Pierre Dubois ne peut plus driver en France à partir du 1er janvier 2011, après 40 ans d'activité. Mais à la suite d'une assemblée générale de l'UET à Vincennes, qui s'est déroulée le 26 janvier 2013, la limite d'âge (70 ans) pour un driver dépendant des nations membres a été abandonnée, une visite médicale annuelle étant néanmoins obligatoire dans chaque pays. Jean-Pierre Dubois peut donc de nouveau driver en France.
En janvier 2022, âgé de 81 ans, il annonce mettre un terme à sa carrière de driver, après 2 401 victoires. On le revoit cependant au sulky pendant l'été 2022, et il s'impose même le 4 septembre 2022 avec Kiroman, pur produit de son élevage.

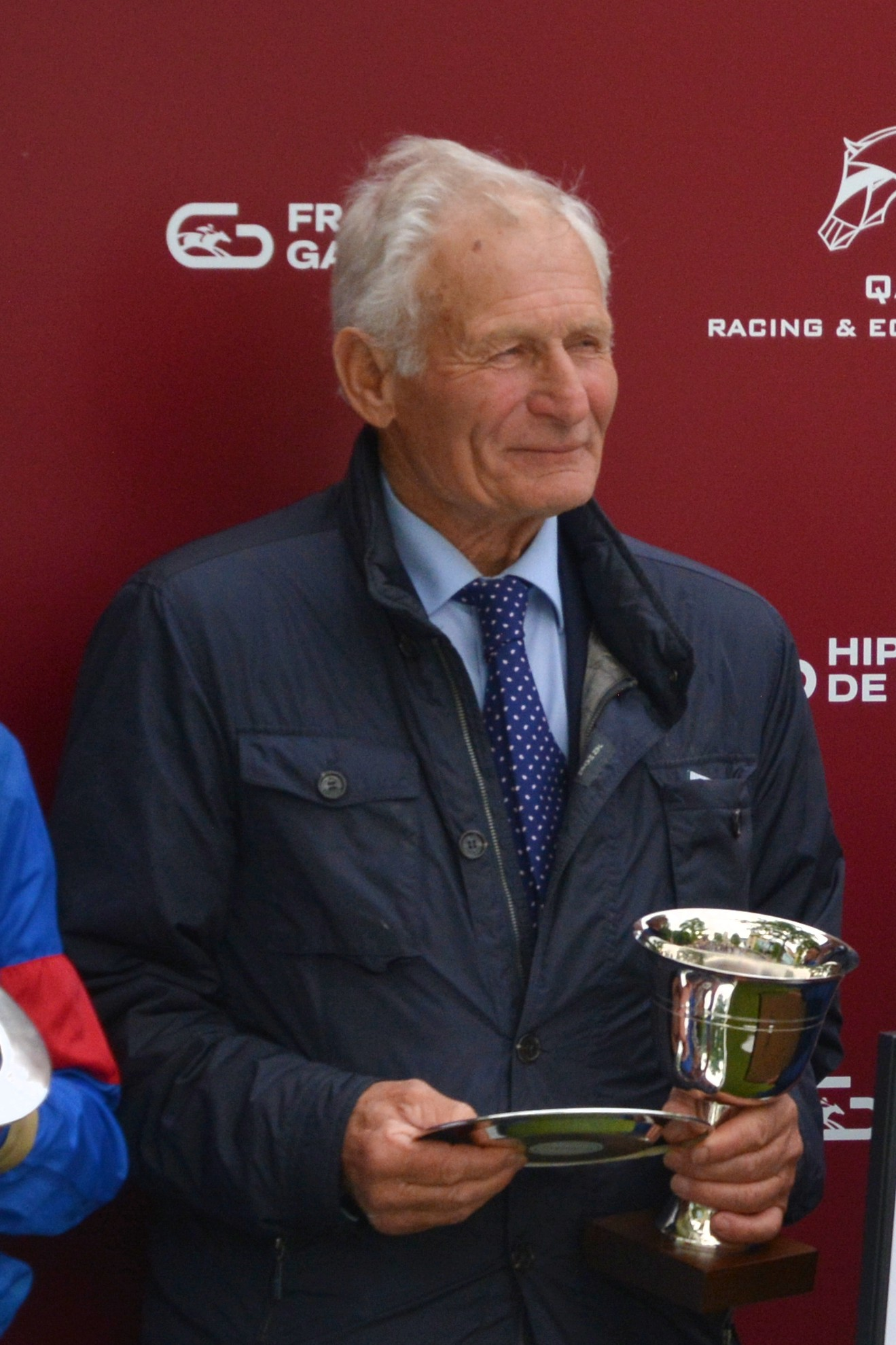
Jean-Pierre Dubois en 2024 après la victoire de son cheval au prix de Sandringham.

Jean-Pierre Dubois s'est également lancé dans l'élevage de pur-sang avec succès,

## Principales victoires (comme entraîneur et/ou driver)

### Groupe 1
France
- Prix d'Amérique – 2 – High Echelon (1979), Hymour (1982)
- Prix de France – 2 – Hymour (1982)
- Grand Critérium de vitesse de la Côte d'Azur – 2 – High Echelon (1979), Hymour (1982)
- Prix de l'Atlantique – 2 – Défi d'Aunou (1998), Ganymède (1999)
- Critérium des Jeunes – 4 – Fortuna Fant (1996), Juliano Star (2000), Mahana (2003), Qualita Bourbon (2007)
- Critérium des 3 ans – 3 – Rainbow Runner (1986), Vasquez (1990), Buvetier d'Aunou (1992)
- Critérium des 4 ans – 2 – Buvetier d'Aunou (1993), Extreme Dream (1996)
- Critérium continental – 5 – Rangone (1987), Bahama (1993), Extreme Dream (1996), Hermès du Buisson (1999), Love You (2003)
- Critérium des 5 ans – 1 –  High Echelon (1978)
- Prix Albert Viel – 5 – Bahama (1992), Esotico Star (1995), Island Dream (1999), Juliano Star (2000), Mahana (2003)
- Prix de l'Étoile – 4 – Rainbow Runner (1988), Bahama (1993, 1994), Qualita Bourbon (2007)
- Prix de Sélection – 4 – High Echelon (1979), Buvetier d'Aunou (1993), Kaisy Dream (2002), Qualita Bourbon (2008)
- Prix des Élites -1- Mara Bourbon (2003)
- Prix d'Essai – 1 – Fly Mourotaise (1996)

 Danemark
- Copenhague Cup – 1 – Mara Bourbon (2006)

 Italie
- Gran premio d'Europa – 3 – Rainbow Runner (1987), Bahama (1993), Kaisy Dream (2002)
- Grand Prix Continental – 3 – Esquirol (1974), Bahama (1993), Camino (1994)
- Palio des Communes – 1 – Bahama (1994)
- Grand Prix Freccia d'Europe – 1 – Bahama (1994)

 Norvège
- Grand Prix d'Oslo – 2 – Ganymède (1999), Mara Bourbon (2006)

 Pays-Bas
- Prix des Géants – 1 – Promising Cash (1995)

 Europe
- Championnat européen des 3 ans – 1 – Mahana (2003)
- Championnat européen des 5 ans – 2 – Camino (1995), Mara Bourbon (2005)
- Grand Prix de l'UET – 2 – Rangone (1987), Daguet Rapide (2004)

### Groupe 2
France
- Prix Pierre-Plazen – 7 – Bon Conseil (1992), Cézio Josselyn (1993), Ever Jet (1995), Juliano Star (2000), Love You (2002), Not Disturb (2004), Quatre Juillet (2007)
- Prix Kalmia – 7 – Radjah de Talonay (1986), Une de Rio (1989), Bon Conseil (1992), Esotico Star (1995), Juliano Star (2000), Kaisy Dream (2001), Love You (2002)
- Prix Jacques-de-Vaulogé – 6 – Une de Rio (1989), Vasquez (1990), Buvetier d'Aunou (1992), Cézio Josselyn (1993), In Love With You (1999), Love You (2002)
- Prix Masina – 6 – Bahama (1992), Island Dream (1999), Let's Go Darling (2002), Mahana (2003), Orelady (2005), Rapide Aventure (2008)
- Prix Guy-Le-Gonidec – 6 – Buvetier d'Aunou (1993), Ganymède (1998), Hermès du Buisson (1999), Love You (2003), Mara Bourbon (2004), Royal Crown (2009)
- Prix Ozo – 5 – Bahama (1992), Danse avec le Feu (1994), Island Dream (1999), Just Like That (2000), Mahana (2003)
- Prix Victor-Régis – 5 – Ker Seddouk (1979), Fébrile (1996), Kaisy Dream (2001), Love You (2002), Not Disturb (2004)
- Prix Gélinotte – 5 – Une de Rio (1989), Bahama (1992), Island Dream (1999), Mahana (2003), Qualita Bourbon (2007)
- Prix Guy-Deloison – 5 – Island Dream (1999), Let's Go Darling (2002), Mahana (2003), Nina Madrik (2004), Qualita Bourbon (2007)
- Prix Maurice de Gheest – 4 – Bon Conseil (1992), Cézio Josselyn (1993), Ever Jet (1995), Kaisy Dream (2001)
- Prix Phaéton – 4 – Camino (1994), Extreme Dream (1996), Goetmals Wood (1998), Daguet Rapide (2004)
- Prix Jockey – 4 – High Echelon (1978), Vizir de Retz (1992), Bahama (1994), Love You (2004)
- Prix Ovide-Moulinet – 4 – Unnamed (1991), Camino (1995), Love You (2004), Mara Bourbon (2005)
- Prix des Ducs de Normandie – 4 – Bahama (1994), Goetmals Wood (1999), Love You (2004, 2005)
- Prix Paul-Viel – 4 – Cézio Josselyn (1993), Fortuna Fant (1996), Juliano Star (2000), Quick Wood (2007)
- Prix Annick-Dreux – 4 – Bahama (1992), Coda Josselyn (1993), Do Wind (1994), Mahana (2003), Qualita Bourbon (2007)
- Prix Charles-Tiercelin – 4 – Rainbow Runner (1987), Extreme Dream (1996), Goetmals Wood (1998), Quatre Juillet (2008)
- Prix Gaston-de-Wazières – 4 – Rangone (1987), Vasquez (1992), Bon Vivant (1993), Qualita Bourbon (2008)
- Prix Jules-Thibault – 4 – Vasquez (1991), Buvetier d'Aunou (1993), Repeat Love (2009), Sam Bourbon (2010)
- Prix Paul-Karle – 3 – Une de Rio (1989), Cézio Josselyn (1993), Esotico Star (1995)
- Prix de Tonnac-Villeneuve – 3 – Bon Vivant (1993), Extreme Dream (1996), Goetmals Wood (1998)
- Prix Abel-Bassigny – 3 – Cézio Josselyn (1993), Daholic (1994), Kaisy Dream (2001)
- Prix Éphrem-Houel – 3 – Bahama (1993), Goetmals Wood (1998), Kaisy Dream (2002)
- Prix Henri-Levesque – 3 – Rainbow Runner (1988), Bahama (1994), Love You (2002)
- Prix Robert-Auvray – 3 – Rainbow Runner (1988), Love You (2004), Mara Bourbon (2005)
- Prix Emmanuel-Margouty – 3 – Quarisso (1984), Radiant du Val (1985), Quick Wood (2006)
- Prix Une de Mai – 3 – Orelady (2004), Pretence (2005), Qualita Bourbon (2006)
- Prix Roquépine – 3 – Bambina (1992), Island Dream (1999), Qualita Bourbon (2007)
- Prix Gaston-de-Wazières – 3 – Camino (1994), Hermès du Buisson (1999), Qualita Bourbon (2008)
- Prix de Washington – 2 – Ker Seddouk (1981), Bahama (1994)
- Prix de la Côte d'Azur – 2 – Hymour (1982), Promising Catch (1995)
- Prix de Croix – 2 – Vasquez (1992), Love You (2004)
- Prix Louis-Jariel – 2 – Love You (2004), Mara Bourbon (2005)
- Prix du Bourbonnais – 2 – High Echelon (1979), Mara Bourbon (2005)
- Prix Gaston-Brunet – 2 – Bon Vivant (1993), Repeat Love (2009)
- Prix Uranie – 2 – Qualita Bourbon (2006), Calita Wood (2015)
- Prix Reine du Corta – 2 – Bahama (1992), Douce Rebelle (2016)
- Prix Ariste-Hémard – 1 – Rangone (1987)
- Prix de l'Union européenne – 1 – Défi d'Aunou (1999)
- Prix Marcel-Laurent – 1 – Love You (2004)
- Prix Albert-Demarcq – 1 – Mara Bourbon (2005)
- Prix Doynel-de-Saint-Quentin – 1 – Mara Bourbon (2005)
- Critérium de vitesse de Basse-Normandie – 1 – Love You (2005)
- Prix Octave-Douesnel – 1 – Olitro (2006)
- Grand Prix du Conseil général des Alpes-Maritimes – 1 – Mara Bourbon (2006)